# Grand Theft Auto: Vice City
Grand Theft Auto: Vice City – komputerowa gra akcji wyprodukowana i wydana przez Rockstar Games w 2002 roku. Gra ukazała się na platformach PlayStation 2, Xbox oraz Microsoft Windows. W 2012 roku z okazji 10. rocznicy premiery gry, wydano wersję na platformy mobilne – iOS, a następnie na Androida.

## Fabuła

### Miejsce akcji
Akcja gry toczy się w fikcyjnym mieście Vice City, opartym na Miami w stanie Floryda w 1986 roku. Jego nazwa nawiązuje do oryginalnej nazwy amerykańskiego serialu Policjanci z Miami. Ubrania przechodniów z tamtego okresu, refleksy i wszędzie panujące jaskrawe kolory to główny element tej gry.

### Opis
Vice City jest prequelem poprzedniej gry z tej serii – Grand Theft Auto III, której akcja dzieje się w roku 2001. Główny bohater nie jest tym samym bohaterem, co główna postać Grand Theft Auto III, jednakże niektóre wątki z Vice City łączą się z poprzednią częścią – między innymi ukazuje wcześniejsze życie niektórych bohaterów. Donald Love, potentat biznesowy z Grand Theft Auto III właściciel Love Media, jest teraz uczniem aktualnego potentata biznesowego Vice City, Avery’ego Carringtona. Phil, będący ekspertem w dziedzinie broni oraz dealer, występuje w Grand Theft Auto III jako weteran wojenny, który tłumaczy stratę ręki pobytem w Nikaragui, a jak można się dowiedzieć w Vice City, stracił ją na własnym podwórku, wskutek nieudanego eksperymentu, w którego czasie był pijany. Lazlow, prowadzący talk-show w jednej ze stacji radiowych w Grand Theft Auto III teraz prowadzi stację z muzyką hard rock. Toni, DJ-ka stacji radiowej z muzyką pop zarówno w Grand Theft Auto III, jak i w Vice City znalazła swoje miejsce. Na koniec Fernando, narcyz (cały czas głosi: not a pimp... a savior – tłum. nie alfons, ale zbawiciel) – występował w Grand Theft Auto III jako gość specjalny show Lazlowa, teraz prowadzi stację Emotion 98.3.

### Historia
Gracz wciela się w rolę Tommy’ego Vercettiego, który dopiero co opuścił więzienie i rozpoczął dalszą współpracę ze swoim byłym przełożonym – Sonnym Forellim. Jego zadaniem jest założenie nowej filii narkotykowej w Vice City. Jednak o transakcji dowiedziały się także tamtejsze „służby porządkowe”, wskutek czego Tommy stracił cały powierzony mu dorobek oraz pieniądze przeznaczone dla Sonny’ego. Teraz jego głównym zadaniem jest znalezienie sprawców całego zamieszania i odzyskanie utraconych pieniędzy. W międzyczasie Tommy poznaje Lance’a, którego starszy brat został zabity podczas transakcji. Gdy Tommy ochrania Ricardo Diaza, ten postanawia go zatrudnić. Po pewnym czasie Tommy dowiaduje się, że to Ricardo stoi za przerwaną transakcją narkotykową. Gdy Lance samemu postanawia go zabić, Ricardo przetrzymuje go na złomowisku. Tommy go ratuje, a następnie wraz z Lance’em zabijają Diaza i przejmują jego willę i gang. Po jakimś czasie zaczyna tworzyć swoje własne kryminalne imperium, obejmując stopniowo władzę i wpływy całego miasta. Sonny zauważa nowe interesy Tommy’ego, co mu się nie podoba. Wysyła swoich pracowników do Vice City, by zebrali haracze. Nie udaje się to, więc Sonny sam przyjeżdża do Vice City, w celu konfrontacji z Tommym. Tommy dowiaduje się, że Sonny ustawił strzelaninę, za którą Tommy siedział 15 lat. Lance zdradza Tommy’ego i przechodzi na stronę Sonny’ego. W efekcie Tommy zabija Sonny’ego i Lance’a.

### Inspiracje
Wiele szczegółów zostało wziętych z filmu Briana De Palmy Człowiek z blizną (na przykład luksusowa rezydencja Vercettiego oraz jedna z walk mająca miejsce pod koniec gry) oraz serialu Miami Vice (przy pościgach policyjnych pojawia się Cheetah, z którego wysiadają policjanci w dżinsach). Większość bohaterów ubrana jest zgodnie z modą lat osiemdziesiątych; przeważają białe i jaskrawe, bawełniane ubrania. Podobnie jak w Miami Vice, spora część akcji ma miejsce w ogromnych posiadłościach lub na jachtach. Wspomnieć także należy, iż wiele szczegółów zapożyczono z filmu Życie Carlita. Za przykład może posłużyć między innymi Ken Rosenberg wzorowany na Davidzie Kleinfeldzie będący takim samym paranoikiem. Przede wszystkim jednak postać Tommy’ego Vercettiego zdaje się być wzorowana na głównym bohaterze filmu. Carlito Brigante również wychodzi z więzienia oraz zostaje zmuszony do „powrotu do biznesu”.

## Postacie

### Tommy Vercetti
Thomas „Tommy” Vercetti – główny bohater gry. Jest odważny, bezwzględny i nieustępliwy. Jego silny charakter przyczynił się zarówno do zyskania kolejnych przyjaciół oraz sprzymierzeńców jak i do przysporzenia sobie wielu wrogów. Początkowym celem Tommy’ego jest znalezienie sprawców przerwania ważnej transakcji narkotykowej, w której on sam uczestniczył. Pomagają mu w tym Lance Vance i Juan Cortez. Później Tommy tworzy własne imperium w Vice City zakładając swój gang i przejmując kolejne interesy takie jak klub Go Go Pole Position, studio filmowe czy salon samochodowy Sunshine Autos. Pod koniec gry Tommy jest jedną z najbardziej wpływowych i najważniejszych osób w Vice City.
Głosu użyczył mu Ray Liotta.

## Rozgrywka
Część misji można przejść na parę sposobów. Gracz może też zwiedzać miasto, pływać po wodach łódkami, czy nawet strzelać na strzelnicy. Wiele różnych bonusów można uzyskać poprzez zbieranie ukrytych paczek porozrzucanych po całym mieście, na dachach budynków, pod mostami itp. Niektóre budynki może kupić gracz, by później móc w nich zachować swój stan gry i otrzymywać opłatę za ich protekcję.
Gra używa tego samego silnika graficznego co Grand Theft Auto III oraz podobnie jak on prezentuje dużą powierzchnię miasta (całość mapy podzielona na 2 obszary z przyczyn technicznych), całkowicie zamieszkaną i różnie zabudowaną. Liczba pojazdów wzrosła dwukrotnie, a do dyspozycji, poza samochodami, dodano motory, łodzie, śmigłowce i hydroplan.
W poprzednich grach z serii gracz nie mógł nabywać budynków w mieście. Niektóre z nich to dodatkowe kryjówki (miejsca, w których można zapisać stan gry), a inne to budynki pozwalające na otrzymywanie stałych dochodów. Wśród nich są: studio filmów pornograficznych, klub nocny, firma taksówkarska, wytwórnia lodów oraz drukarnia. Każda posesja ma określoną liczbę misji, które gracz musi wykonać, aby dana firma zaczęła przynosić zyski.
Vice City oferuje dużą różnorodność zadań. W misji Czas apokalipsy '86 (ang. Phnom Penh '86) dla Ricardo Diaza Lance Vance zabiera Tommy’ego na pokład śmigłowca, którym leci na wrogą posiadłość. W misji Robota dla klubu Malibu Tommy, wraz z Camem Jonesem, Hillarym Kingiem oraz Philem Cassidym napada na bank El Banco Corrupto Grande w Little Havana. Natomiast w misji Pogrzeb (ang. Two Bit Hit) dla Avery’ego Carringtona Tommy musi wywołać wojnę między Kubańczykami a Haitańczykami, niszcząc karawan lub zabijając jego kierowcę.
Różne gangi mają różne znaczenie w grze. Niektóre są integralną częścią fabuły, a inne są po prostu tłem dla wydarzeń dziejących się w mieście. Gangi mają pozytywną lub negatywną opinię o graczu. Jeśli gracz naraził się jednej z grup, ta będzie go ścigać i strzelać do niego. Strzelaniny między różnymi gangami mogą zdarzyć się przez przypadek albo przez narzucenie tego przez fabułę.
Niektóre z dodatkowych zajęć, które nie wymagają od gracza przemocy, to rozwożenie pizzy do klientów, dostarczanie rannych ludzi do szpitala czy gaszenie pożarów. Za każdą z tych prac gracz otrzymuje nagrody pieniężne, ale dodatkowo za ich ukończenie otrzymuje niepowtarzalne nagrody (np. nieskończony sprint), które są pomocne w dalszej rozgrywce.
Niektóre bronie stają się dostępne dopiero po wykonaniu odpowiednich zadań. Bronie palne mogą być kupowane w sklepach Ammu-Nation, a inne, jak kij bejsbolowy, młotek lub piła łańcuchowa, w sklepach budowniczych. Poza tym, najmocniejsze bronie palne gracz może kupić u Phila Cassidy’ego po wykonaniu misji TNT-Wietnam (ang. Boomshine Saigon) dla niego.

### Miasto
Vice City znajduje się na archipelagu. Tak samo jak Miami, Vice City jest położone na Florydzie. Wchodzi w skład archipelagu South Keys. Klimat miasta, podobnie jak klimat Miami, jest tropikalny – przeważnie jest słonecznie, czasami występują burze i deszcz. Miasto jest także zagrożone przez huragany – do zamknięcia lotniska Escobar oraz wszystkich mostów doprowadził w 1984 roku huragan Gordy, a w 1986 roku zrobił to huragan Hermione.

### Stacje radiowe
Stacje radiowe mogą być odbierane przez większość pojazdów dostępnych w grze. Muzyka grana przez stacje radiowe jest różnorodna – jedna ze stacji emituje wywiady ze znanymi osobistościami Vice City oraz dzwoniącymi słuchaczami (KCHAT), inna (VCPR) nadaje publiczną debatę Pressing Issues. Nie zapomniano również o typowych stacjach muzycznych z wieloma piosenkami różnych gatunków, takich jak rap (Wildstyle Pirate Radio), rock i heavy metal (V-Rock), pop (Flash FM) i new romantic (Wave 103). Wszystkie utwory, które słychać w radiu, zostały stworzone przez prawdziwych artystów lat osiemdziesiątych, takich jak Blondie, The Buggles, Duran Duran, Michael Jackson, Iron Maiden czy Mr. Mister. W stacjach radiowych i fabule odpowiednie miejsce też zajmuje fikcyjna grupa rockowa nazwana Love Fist. Muzyka z gry sprzedawana na siedmiu płytach CD była przez długi czas bestsellerem.

## Kontrowersje
Grand Theft Auto: Vice City została uznana za bardzo drastyczną i wulgarną grę przez wiele grup i organizacji. Niektórzy sugerują, by opiekunowie kontrolowali poczynania młodszych graczy w tej grze i tłumaczyli im, że wszystko, co pokazuje się na monitorze, nie może wydarzyć się w świecie rzeczywistym. Entertainment Software Rating Board (ESRB) oznaczyło ją literą „M”, co w Polsce oznaczałoby, że w grę powinny grać jedynie osoby pełnoletnie. W Australii, by gra mogła być wydawana, zmodyfikowano ją zgodnie z prawami cenzury obowiązującymi na tym kontynencie. Prostytutki i alfonsi zostali usunięci, co pozwoliło na wystawienie grze klasyfikacji MA15+. W Wielkiej Brytanii, gdzie większość gier jest sprawdzana przez BBFC, Vice City dostało certyfikat „18”.